# Comuna Varvarivka, Slavuta
Varvarivka (în ucraineană Варварівка) este o comună în raionul Slavuta, regiunea Hmelnîțkîi, Ucraina, formată din satele Holîkî și Varvarivka (reședința).

## Demografie
Componența lingvistică a comunei Varvarivka
     Ucraineană (98,85%)
     Alte limbi (0,93%)
Conform recensământului din 2001, majoritatea populației comunei Varvarivka era vorbitoare de ucraineană (98,85%), existând în minoritate și vorbitori de alte limbi.